# 环太平湖公路
环太平湖公路，又称环太平湖大道，是位于黄山区的一条省级环线道路，编为安徽 605省道。该道路途经黄山市黄山区永丰镇、新华镇、龙门镇、太平湖镇。其中，琉璃岭至共幸段与 洞合线共线。按时速60km/h的二级公路标准设计，全线共设桥梁1座（共幸大桥188.5米）、隧道1座（俞家隧道1230米），路基宽11.5米，路面宽10.5米。2019年9月6日，S603环太平湖项目通过验收。